# Llei General d'Educació
La Llei General d'Educació de 1970 va ser impulsada per José Luis Villar Palasí, Ministre d'Educació Espanyol des de 1969. Amb aquesta llei es va reformar el sistema educatiu des de la primària fins a la universitat, adaptant-lo a les necessitats d'escolarització, i es va establir l'ensenyament obligatori fins als 14 anys amb la EGB (Educació General Bàsica). Després de superar aquesta primera fase de vuit cursos, l'alumne podia accedir a la llavors creada FP (Formació Professional) o al BUP (Batxillerat Unificat Polivalent) i al COU (Curs d'Orientació Universitària).

## Etapes, cursos i assignatures
L'Educació General Bàsica o EGB consistia en 8 cursos d'escolarització obligatòria dividits en tres cicles: 
- Primer cicle: 1r i 2n d'EGB
- Segon cicle: 3r, 4t i 5è d'EGB
- Tercer cicle: 6è, 7è i 8è d'EGB.

Llengua, matemàtiques, ciències naturals, ciències socials, idiomes estrangers (generalment anglès o francès), plàstica, religió o ètica i educació física eren les assignatures del tercer cicle d'EGB que finalitzava als 14 anys. Un cop finalitzat l'ensenyament bàsic existien dos camins: FP i BUP.
El Batxillerat Unificat Polivalent (BUP), de tres anys de durada, eren els estudis secundaris posteriors a l'EGB. Posteriorment es realitzava el Curs d'Orientació Universitària (COU) com a últim pas abans de començar estudis universitaris.
- En primer de BUP s'estudiava llengua, matemàtiques, ciències naturals, història, anglès o francès, música, dibuix tècnic, religió o ètica i educació física.
- En segon de BUP les assignatures eren literatura, matemàtiques, física i química, geografia, llatí, anglès o francès, religió o ètica, educació física i EATP (elecció d'una assignatura entre les ofertes per cada centre, algunes de les assignatures ofertes eren electricitat, disseny, teatre, informàtica, segon idioma estranger, labors de la llar, fotografia, etc.).
- En tercer de BUP les assignatures obligatòries eren història, filosofia, idioma estranger, religió o ètica, educació física i EATP. Els alumnes havien de triar entre l'opció de ciències (descartant una assignatura de les següents quatre: física i química, biologia i geologia, matemàtiques i literatura) o lletres (descartant una de les següents assignatures: literatura, llatí, grec i matemàtiques).
- Ja en el Curs d'Orientació Universitària (COU) l'alumne podia triar entre dues branques de ciències (opció biosanitària i tècnica) i dues de lletres (ciències socials i humanitats).

En tots els cursos, tant a EGB com a BUP, a les Comunitats Autònomes amb més d'una llengua oficial s'estudiava, com a assignatura obligatòria, la llengua vernacla (i, en altra assignatura a part a escollir entre les de lletres de tercer de BUP, la literatura en aquesta llengua).

## Història
Aquest sistema educatiu va ser derogat i substituït progressivament pel de la LOGSE de 1990. Els sis primers cursos d'EGB corresponen a l'educació primària obligatòria i els dos últims de l'EGB i els dos primers de BUP corresponen a l'Educació Secundària Obligatòria. La principal diferència és que amb el sistema de la LOGSE els alumnes passen a l'Institut d'Educació Secundària el setembre de l'any que compleixen 12 anys, amb dos menys que en l'anterior sistema, per bé que l'escolarització obligatòria s'estengué amb la LOGSE dels catorze als setze anys.